# الهجمات الصاروخية العراقية على إسرائيل

في 17 كانون الثاني (يناير) 1991، شن العراق هجوماً صاروخياً على إسرائيل. وخلال الشهر التالي، أطلق حوالي 42 صاروخ سكود على الأراضي الإسرائيلية، معظمها على مدينتي تل أبيب وحيفا. وتزامنت هذه الضربات الصاروخية مع بدء حملة القصف الجوي في حرب الخليج، والتي كانت تهدف إلى تفكيك البنية التحتية العسكرية في الكويت، التي كانت آنذاك تحت الاحتلال العراقي. في ذلك الوقت، كانت العديد من الدول ذات الأغلبية المسلمة تشارك بنشاط في التحالف العسكري الذي تقوده الولايات المتحدة. وتوقعت الحكومة العراقية أن تسحب هذه الدول دعمها إذا ردت إسرائيل على الهجمات الصاروخية بشن هجوم على العراق. ومع ذلك، أقنعت الولايات المتحدة إسرائيل بعدم الرد، وبدأ التحالف هجومًا بريًا على العراق في 23 فبراير 1991.

## الخلفية
شهد جيشا العراق وإسرائيل، خلال حرب 1948، وحرب 1967 و‌حرب تشرين، تحركًا ضد بعضهما البعض كجزء من الصراع العربي الإسرائيلي الأوسع. طوال الحرب الإيرانية العراقية بأكملها من 1980 حتى 1988، دعمت إسرائيل إيران في حربها ضد العراق من خلال توريد معدات عسكرية بما في ذلك قطع غيار الطائرات المقاتلة وأنظمة الصواريخ، الذخيرة ومحركات الدبابات. بعد بداية النزاع، كان ما يقرب من 80% من جميع الأسلحة التي استوردتها إيران منشأها من إسرائيل. مع ذلك، لم يكن دعم إسرائيل لإيران فقط بمساعدة عسكرية؛ في 7 حزيران/يونيو 1981، أصبحت إسرائيل محاربًا نشطًا في الحرب الإيرانية العراقية بعد أن قصفت مفاعل تموز (أوزيراك) النووي العراقي. كانت دوافع إسرائيل لدعم إيران نابعة من الخوف مما كان سيصبح لو خرج العراق منتصرا وكفرصة لخلق أعمال لصناعة الأسلحة الإسرائيلية.

## الهجمات
بتاريخ 17 يناير 1991، وخلال حرب الخليج الثانية، بدأت عملية درع الصحراء بغارة جوية شنتها قوات التحالف المكونة من 34 عضوًا على العراق بعد غزوها للكويت. انتهت حرب الخليج بتاريخ 28 فبراير 1991.
أعلنت الحكومة العراقية، بقيادة الرئيس العراقي صدام حسين، قبل غزوها أنها ستهاجم إسرائيل بالصواريخ في حالة نشوب حرب. وخوفاً من الأسلحة الكيماوية، قامت إسرائيل بتوزيع أدوات الحماية التي شملت أقنعة الغاز ومحاقن الأتروبين على سكانها. طُلب من كل عائلة إعداد غرفة محكمة الإغلاق في منزلها حيث ستبقى فيها خلال الهجوم. بعد يوم واحد من بدء عملية درع الصحراء، تعرضت إسرائيل لهجوم بصواريخ سكود التي أطلقت من غرب العراق باتجاه تل أبيب وميناء حيفا والنقب.
في 18 يناير 1991، بعد يوم واحد من حرب الخليج الثانية، بدأت القوة البرية العراقية، تحت قيادة الرئيس العراقي صدام حسين، في إرسال 38 أو 39 صاروخ سكود (أرض أرض) باتجاه أهداف داخل إسرائيل، حيث كانت الأهداف تتمركز، في تل أبيب وميناء حيفا وصحراء النقب، ما خلف عشرات الضحايا ومئات حالات الهلع والفزع. وتجنبت إسرائيل الرد العسكري بناء على طلب الولايات المتحدة.
وعلى مدار الحملة الجوية لحرب الخليج/أم المعارك بأكملها، أطلقت القوات العراقية 39 صاروخ سكود على إسرائيل، في الفترة من 17 كانون الثاني يناير إلى 23 شباط فبراير 1991. كان الهدف الاستراتيجي والسياسي للحملة العراقية هو إثارة رد عسكري إسرائيلي وربما إحداث شرخ في التحالف بقيادة الولايات المتحدة ضد العراق،[وفقًا لِمَن؟] الذي كان له دعم كامل ومساهمات واسعة النطاق من الغالبية العظمى من دول العالم الإسلامي، وكانت ستعاني من خسائر دبلوماسية ومادية هائلة إذا ألغت الدول ذات الأغلبية المسلمة دعمها بسبب الوضع السياسي للصراع الإسرائيلي الفلسطيني المستمر. بالرغم من إلحاق خسائر بالمدنيين الإسرائيليين وإلحاق الضرر بالبنية التحتية الإسرائيلية، ولم يحدث انتقام إسرائيلي بسبب الضغط الذي مارسته الولايات المتحدة على إسرائيل لعدم الرد على «الاستفزازات العراقية» وتجنب أي تصعيد ثنائي.
كانت الصواريخ العراقية تستهدف في الغالب المدن الإسرائيلية تل أبيب و‌حيفا. على الرغم من إطلاق العديد من الصواريخ، ساهم عدد من العوامل في تقليل عدد الضحايا في إسرائيل.

### الصواريخ
طوال أواخر الثمانينيات، قام العراق بتعديل ترسانة صواريخ سكود لإنشاء صاروخ باليستي قصير المدى يعرف باسم الحسين. كان السبب الرئيسي للترقيات هو زيادة نطاق هذه الصواريخ.

### التسلسل الزمني للقصف الصاروخي العراقي على إسرائيل
- الجمعة 18 يناير 1991، الساعة 03:30 بعد الظهر: إطلاق 6 صواريخ نوع سكود
- السبت 19 يناير 1991، الساعة 08:30 صباحا: إطلاق 3 صواريخ نوع سكود
- الثلاثاء 22 يناير 1991، الساعة 09:45 مساء: إطلاق 3 صواريخ نوع سكود
- الأربعاء 23 يناير 1991، الساعة 11:00 مساء: إطلاق صاروخ نوع سكود
- الجمعة 25 يناير 1991، الساعة 06:05 مساء: إطلاق 6 صواريخ نوع سكود
- السبت 26 يناير 1991، الساعة 10:50 مساء: إطلاق 6 صواريخ نوع سكود
- الإثنين 28 يناير 1991، الساعة 09:05 مساء: إطلاق صاروخ نوع سكود
- الخميس 31 يناير 1991، الساعة 07:10 مساء: إطلاق صاروخ نوع سكود
- السبت 2 فبراير 1991، الساعة 09:30 مساء: إطلاق صاروخ نوع سكود
- الأحد 3 فبراير 1991، الساعة 01:10 بعد الظهر: إطلاق صاروخ نوع سكود
- السبت 9 فبراير 1991، الساعة 03:40 بعد الظهر: إطلاق صاروخ نوع سكود
- الإثنين 11 فبراير 1991، الساعة 08:00 مساء: إطلاق صاروخ نوع سكود
- الثلاثاء 12 فبراير 1991، الساعة 02:30 بعد الظهر: إطلاق صاروخ نوع سكود
- السبت 16 فبراير 1991، الساعة 10:00 مساء: إطلاق صاروخين نوع سكود
- الثلاثاء 19 فبراير 1991، الساعة 08:55 مساء: إطلاق صاروخ نوع سكود
- الجمعة 22 فبراير 1991، الساعة 02:35 بعد الظهر: إطلاق صاروخين نوع سكود، سقطا بواسطة باتريوت أمريكي.
- السبت 23 فبراير 1991، الساعة 07:55 مساء: إطلاق صاروخ نوع سكود
- الإثنين 25 فبراير 1991، الساعة 04:30 فجرا: إطلاق صاروخ نوع سكود[12]

## الخسائر
لقي مدنيان إسرائيليان مصرعهما كنتيجة مباشرة للهجمات الصاروخية. قُتل ما بين 11 و 74 شخصا من الاستخدام غير الصحيح لأقنعة الغاز، والاختناق، والنوبات القلبية، والتعاطي غير الصحيح لعقار الأتروبين المضاد للمواد الكيميائية. تم التعرف على 77 حالة وفاة خلال الهجوم، و230 جريح. وتضرر ما مجموعه 4,100 مبنى ودمر 28 مبنى على الأقل. المنطقة التي لحقت بها أكبر قدر من الضرر كانت مدينة رمات غان.
كان للهجمات أيضا تأثيرا معنويا كبيرا على السكان، الأمر الذي انعكس في الرحيل المؤقت للسكان من غوش دان إلى المناطق البعيدة عن المركز. خرج آخرون كل يوم للنوم خارج منطقة غوش دان، مما تسبب في حركة المرور الكثيفة على الطرق الخارجة منه. تعرض الروتين اليومي والاقتصاد الحضري لأضرار جسيمة خلال الحرب، وتم تدوال عبارة «ساعة صدام». أشار عمدة تل أبيب، شلومو لاهات (שלמה להט)، إلى ظاهرة الفرار من المدينة باسم «الانشقاقات»، مشيرًا إلى أن «أي شخص يأتي من تل أبيب سيتم إزالته أيضًا من الوطن».
بعد انتهاء الحرب، أحصت وزارة الخارجية الأضرار الناجمة عن صواريخ سكود العراقية في الممتلكات، وهي كالآتي: دمار 1302 منزلًا، و6124 شقة، و23 مبنى عامًا، و200 متجر، و50 سيارة.
- عائلة إسرائيلية في مأوى مرتدية أقنعة الغاز
- مشاهد من الأضرار الجسيمة التي لحقت المباني، 26 يناير 1991
- مشاهد من "حي هاتيكفا" جنوب تل أبيب
- عمدة تل أبيب، شلومو لاهات (على اليمين) في جولة مع زوار أجانب